# Reynerie (metropolitana di Tolosa)
Reynerie (in occitano Reinariá) è una stazione della metropolitana di Tolosa, inaugurata il 26 giugno 1993. È dotata di una banchina a sette porte e perciò può accogliere treni composti da due vetture.

## Architettura
Essa è stata costruita sotto il lago artificiale del parco di Reynerie. L'opera d'arte che si trova nella stazione è composta da pozzi illuminati e grandi viti di Archimede colorate che attornano cavi collegati tra il suolo e il soffitto, realizzati dall'architetto greco Takis.

## Servizi
La stazione dispone di:
- Biglietteria automatica
- Scale mobili